# Родина (4-й сезон)
Четвёртый сезон американского драматического сериала «Родина», премьера которого состоялась 5 октября 2014 года, а его финал состоялся 21 декабря 2014 года на канале Showtime. Состоит из 12 эпизодов. Сериал вольно основан на израильском телесериале «Хатуфим» (рус. Военнопленные), созданным Гидеоном Раффом и разработанным для американского телевидения Говардом Гордоном и Алексом Гансой. Четвёртый сезон был выпущен на Blu-ray и DVD 8 сентября 2015 года и стал доступным для стриминга на Hulu 1 августа 2016 года.

## В ролях

### В главных ролях
- Клэр Дэйнс — Кэрри Мэтисон, оперативный сотрудник Антитеррористического центра ЦРУ.
- Руперт Френд — Питер Куинн, оперативник специальных операций ЦРУ.
- Назанин Бониади — Фара Шерази, умный, молодой и профессиональный персидский аналитик.
- Лайла Робинс — Марта Бойд, посол США в Исламской Республике Пакистан.
- Трейси Леттс — Эндрю Локхарт, новый директор ЦРУ.
- Мэнди Патинкин — Сол Беренсон, ранее начальник отдела ЦРУ на Ближнем Востоке и исполняющий обязанности директора. Он старый босс и наставник Кэрри.

### Второстепенный состав
- Нимрат Каур — Тасним Курейши, сотрудник Межведомственной разведки Пакистана.
- Майкл О’Киф — Джон Редмонд, заместитель резидента ЦРУ в Пакистане.
- Марк Мозес — Деннис Бойд, муж посла и преподаватель политологии в университете Каид-И-Азам в Исламабаде.
- Раза Джаффри — Аасар Хан, шеф по борьбе с терроризмом в МР Пакистана.
- Нуман Аджар — Хайссам Хаккани — лидер талибов.
- Сурадж Шарма — Айан Ибрагим, пакистанский студент-медик.
- Шавани Сет — Киран, девушка Айана, студент-медик.
- Мори Стерлинг — Макс, внештатный эксперт по видеонаблюдению.
- Эми Харгривз — Мэгги Мэтисон, сестра Мэгги, психиатр.
- Ф. Мюррей Абрахам — Дар Адал, отставной специалист по секретным операциям.
- Арт Малик — Бунран «Банни» Латиф, пакистанский генерал в отставке.
- Сарита Чоудхури — Мира Беренсон, жена Сола.
- Алекс Ланипекун — Хэнк Уонэм — офицер ЦРУ в Кабуле.
- Акшай Кумар — Рахим, пакистанский студент-медик.
- Эмили Уокер — домовладелица Куинна, с которой у него были краткие отношения.

### Специально приглашённая звезда
- Дэмиэн Льюис — Николас Броуди, который появляется в галлюцинации Кэрри.

### Приглашённые звёзды
- Кори Столл — Сэнди Бакман, разведчик ЦРУ в Пакистане.
- Адам Годли — Джордан Харрис, должностное лицо ЦРУ.
- Нина Хосс — Астрид, бывшая любовница Куинна, которая работает в посольстве в Германии.
- Виктория Кларк — Эллен Мэтисон, мать Кэрри.
- Джон Гетц — Джо Крокер

## Эпизоды
| № общий | № в сезоне | Название                                                       | Режиссёр            | Автор сценария                  | Дата премьеры   | Зрители в США (млн) |
| ------- | ---------- | -------------------------------------------------------------- | ------------------- | ------------------------------- | --------------- | ------------------- |
| 37      | 1          | «Королева дронов» «The Drone Queen»                            | Лесли Линка Глаттер | Алекс Ганса                     | 5 октября 2014  | 1,61                |
| 38      | 2          | «Трилон и Перисфера» «Trylon and Perisphere»                   | Кит Гордон          | Чип Йоханнссен                  | 5 октября 2014  | 1,61                |
| 39      | 3          | «Шальвар-камиз» «Shalwar Kameez»                               | Лесли Линка Глаттер | Александр Кэри                  | 12 октября 2014 | 1,22                |
| 40      | 4          | «Железо в огне» «Iron in the Fire»                             | Майкл Оффер         | Патрик Харбинсон                | 19 октября 2014 | 1,35                |
| 41      | 5          | «Мой мальчик» «About a Boy»                                    | Шарлотта Зилинг     | Мередит Стим                    | 26 октября 2014 | 1,52                |
| 42      | 6          | «Из пункта А в пункт Б и обратно» «From A to B and Back Again» | Лесли Линка Глаттер | Чип Йоханнссен                  | 2 ноября 2014   | 1,54                |
| 43      | 7          | «Вернувшийся» «Redux»                                          | Карл Франклин       | Александр Кэри                  | 9 ноября 2014   | 1,55                |
| 44      | 8          | «Наполовину пончик» «Halfway to a Donut»                       | Алекс Грейвз        | Чип Йоханнссен                  | 16 ноября 2014  | 1,66                |
| 45      | 9          | «Затевается что-то ещё» «'There's Something Else Going On'»    | Сет Манн            | Патрик Харбинсон                | 23 ноября 2014  | 1,77                |
| 46      | 10         | «13 часов в Исламабаде» «13 Hours in Islamabad»                | Дэн Аттиас          | Алекс Ганса и Говард Гордон     | 7 декабря 2014  | 1,95                |
| 47      | 11         | «Война зла» «Krieg Nicht Lieb»                                 | Кларк Джонсон       | Александр Кэри и Чип Йоханнссен | 14 декабря 2014 | 2,11                |
| 48      | 12         | «Давно пора» «Long Time Coming»                                | Лесли Линка Глаттер | Мередит Стим                    | 21 декабря 2014 | 1,92                |

## Производство
22 октября 2013 года, «Родину» продлили на четвёртый сезон, состоящий из 12 эпизодов. Производство и съёмки четвёртого сезона начались в июне 2014 года, переместив производство в Кейптаун, Южную Африку. Исполнительными продюсерами четвёртого сезона стали Алекс Ганса, Говард Гордон, Гидеон Рафф, Александр Кэри, Чип Йоханнссен, Мередит Стим, Ави Нир и Ран Телем.

### Кастинг
Назанин Бониади, у которой была повторяющаяся роль Фары Шерази в третьем сезоне, была повышена до основного актёрского состава для четвёртого сезона. Несколько актёров были взяты на роли в четвёртом сезоне в июне 2014 года, включая новую регулярную актрису Лайлу Робинс, а также Кори Столл, Сурадж Шарма, Раза Джаффри и Майкл О'Киф получили повторяющиеся роли. В июле 2014 года, Нимрат Каур, Марк Мозес и Арт Малик также были добавлены на повторяющиеся роли.

## Реакция

### Реакция критиков
Четвёртый сезон получил в основном положительные отзывы от критиков. На Metacritic, он получил рейтинг 74 из 100, на основе 22 рецензий. На Rotten Tomatoes, сезон получил рейтинг 82% на основе 49 отзывов, со средним рейтингом 8.0/10. Критический консенсус гласит: «„Родина“ вернулась на вершину, с удвоенной энергией и упором, не видимого с первого сезона». Верн Гэй из «Newsday» дал оценку «A+» и написал, что сезон «чувствуется таким же свежим, важным и актуальным, как вчерашние новости -- или завтрашние новости. Общеукрепляющее, интеллектуальное начало». Мэттью Гилберт из «The Boston Globe» отметил, что он улучшился, по сравнению с предыдущими сезонами, и написал: «Перезагруженная „Родина“ обещает быть интересным, обтекаемым триллером о ЦРУ с несколькими большими идеями об Америке и войне с терроризмом». Мэри Макнамара из «Los Angeles Times» также отметила улучшение сериала и написала: «Ранние эпизоды сильны, если не столь сокрушительные как в первом сезоне». Финал сезона был хорошо принят, а Rotten Tomatoes дал ему рейтинг 100% на основе 12 отзывов критиков, с консенсусом: «Подрывая ожидания, „Давно пора“ обеспечивает умный, резкий и убедительно приглушённый финал для отличного сезона „Родины“».

### Награды
На 21-й церемонии премии Гильдии киноактёров США, актёрский состав был номинирован как лучший актёрский состав в драматическом сериале, Клэр Дэйнс была номинирована как лучшая актриса в драматическом сериале, а сериал был номинирован как лучший каскадёрский ансамбль. На 75-й церемонии «Золотого глобуса», Дэйнс была номинирована как лучшая актриса в телевизионном сериале — драма. На 67-й церемонии премии Гильдии режиссёров США, Лесли Линка Глаттер выиграла премию за лучшую режиссуру драматического сериала за эпизод «Из пункта А в пункт Б и обратно», а Дэн Аттиас получил номинацию в той же категории за режиссуру эпизода «13 часов в Исламабаде». На 5-й церемонии премии телекритиков, сериал был номинирован как лучший драматический сериал, а Мэнди Патинкин был номинирован как лучший актёр второго плана в драматическом сериале.
На 67-й церемонии премии «Эмми», сериал получил пять номинаций, включая как лучший драматический сериал, Клэр Дэйнс как лучшая актриса в драматическом сериале, Ф. Мюррей Абрахам как лучший приглашённый актёр в драматическом сериале и Лесли Линка Глаттер как лучшая режиссура драматического сериала за «Из пункта А в пункт Б и обратно».

## Критика
BuzzFeed предложил список 6 неточностей, начиная с того, как Кэрри одевалась и противопоставила это с тем, как Хиллари Клинтон, среди других дипломатов, одевалась во время их туров, описаниями протоколов безопасности, столицей Пакистана, а также этническую характеристику пакистанцев как арабов, а не как индоарийцев.
Лора Дуркей из «The Washington Post» критиковала шоу за увековечивание культурных стереотипов и исламофобию.
По данным СМИ, пакистанские чиновники были недовольны изображением Пакистана в четвёртом сезоне. Надим Хотиана, пресс-секретарь посольства Пакистана, сказал: «Очернение страны, которая была близким партнёром и союзником США - ущерб не только интересам безопасности США, но и народу США». Источник был процитирован: «Исламабад — это тихий, живописный город с красивыми горами и пышной зеленью. В „Родине“, он изображён в виде грязной дыры и зоны военных действий, где полно перестрелок и бомбы взрываются с трупами, разбросанными вокруг. От истины ничего не осталось». Чиновники также обрушились с критикой на «абсурдное» изображение обращений с террористами в Пакистане, сказав: «Неоднократные инсинуации того, что разведывательное агентство Пакистана является соучастником в защите террористов за счёт невинных пакистанских мирных жителей не только абсурдны, но это ещё и оскорбление абсолютным жертвам тысяч пакистанского персонала службы безопасности в войне против терроризма».